# Dobrakutya
Dobrakutya (horvátul: Dobra Kuća) falu Horvátországban Belovár-Bilogora megyében. Közigazgatásilag Đulovachoz tartozik.

## Fekvése
Belovártól légvonalban 47, közúton 55 km-re délkeletre, Daruvár központjától légvonalban és közúton 6 km-re északkeletre, Nyugat-Szlavóniában, a Papuk-hegység nyugati lejtőin, a Toplica-patak völgyében fekszik.

## Története
A település területe már a középkorban lakott volt. Határában állt a középkorban Dobrakutya vára és mezővárosa. A várat a 14. század elején építhették, valamivel később, mint a közeli Szaploncát. Okiratban először 1335-ben említették meg, amikor az „új” Litva várát Károly Róbert a Dobrakutyai nemzetségnek adományozta, cserében Dobrakutya váráért. A középkorban a vár a vidék legjelentősebb erősségei közé tartozott, élénk központja volt az akkoriban nagyon eleven és gazdag tájéknak és ennek okán nagyon sűrűn felemlítették.
1335 után a vár királyi birtok volt, csak miután I. Lajos király letörte a Kurjaković-ok túlhatalmát, tűnik fel Kurjaković György mint Dobrakutya várnagya. Ezután a király a boszniai Grebenért cserébe Dobrakutyát a Horvátiaknak adta. Később a vár a Nelipichek birtokába került. Később Hampó Ernuszt pécsi püspöké lett, majd 1480 után a kevendi Székelyek kezén volt.
Dobrakutya mezővárosát, mint oppidumot, 1507 és 1517 között említik meg, ekkoriban Belovár Körös vármegyéhez tartozott. Szűz Mária tiszteletére szentelt plébániatemplomát már 1378-ban említik „Dobrakuoha, ecclesia beate Marie” alakban. A történeti forrásokból azt is tudjuk, hogy egy pálos kolostor is állt itt Szent Anna templomával. A kolostor temploma felújítva ma is áll Donja Vrijeska északi határában. A törökök 1542-ben foglalták el és a várban 30 fős helyőrséget tartottak. A törökök kiűzése után ez a vár is elhagyatva romlásnak indult.
A térség a 17. század végén szabadult fel a török uralom alól. A kihalt területre a parlagon heverő földek megművelése és a határvédelem céljából a 18. század első felében Bosznia területéről telepítettek be új, szerb anyanyelvű lakosságot. Az itteni birtokokat 1760-tól vásárolta meg gróf daruvári Jankovich Antal Pozsgega vármegye alispánja, később főispánja és János nevű testvére. Az első katonai felmérés térképén „Dorf Dobra Kutja” néven találjuk. Lipszky János 1808-ban Budán kiadott repertóriumában „Dobrakucha” néven szerepel. Nagy Lajos 1829-ben kiadott művében „Dobrakucha” néven 9 házzal és 79 ortodox vallású lakossal találjuk.
A Magyar Királyságon belül Horvát–Szlavónország részeként, Pozsega vármegye Daruvári járásának része volt. 1857-ben 58, 1910-ben 164 lakosa volt. 1910-ben a népszámlálás adatai szerint lakosságának 89%-a szerb, 7%-a cseh anyanyelvű volt. Az első világháború után 1918-ban az új szerb-horvát-szlovén állam, majd később (1929-ben) Jugoszlávia része lett. 1941 és 1945 között a németbarát Független Horvát Államhoz, háború után a település a szocialista Jugoszláviához tartozott. A település 1991-től a független Horvátország része. Ebben az évben lett az önálló Đulovac község része is, azelőtt Daruvárhoz tartozott. 1991-ben lakosságának 79%-a szerb, 11%-a jugoszláv, 5%-a horvát nemzetiségű volt. 2011-ben a településnek 15 lakosa volt.

## Lakossága
| Lakosság változása | Lakosság változása | Lakosság változása | Lakosság változása | Lakosság változása | Lakosság változása | Lakosság változása | Lakosság változása | Lakosság változása | Lakosság változása | Lakosság változása | Lakosság változása | Lakosság változása | Lakosság változása | Lakosság változása | Lakosság változása |
| ------------------ | ------------------ | ------------------ | ------------------ | ------------------ | ------------------ | ------------------ | ------------------ | ------------------ | ------------------ | ------------------ | ------------------ | ------------------ | ------------------ | ------------------ | ------------------ |
| 1857               | 1869               | 1880               | 1890               | 1900               | 1910               | 1921               | 1931               | 1948               | 1953               | 1961               | 1971               | 1981               | 1991               | 2001               | 2011               |
| 58                 | 66                 | 69                 | 100                | 219                | 164                | 133                | 127                | 137                | 153                | 144                | 120                | 86                 | 75                 | 19                 | 15                 |

## Nevezetességei

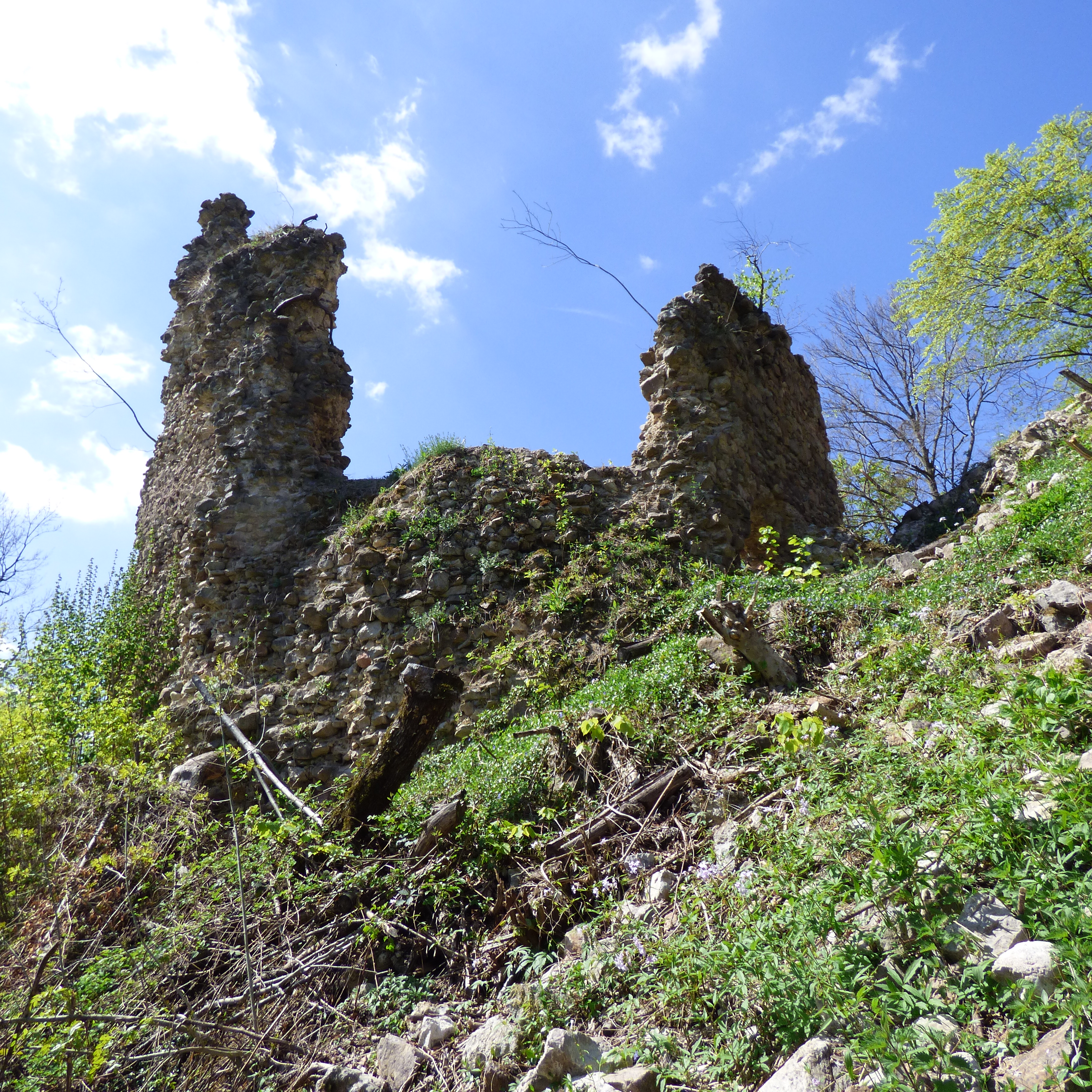
Dobrakutya várának romjai

A falutól keletre a Papuk hegység délnyugati részén található az azonos nevű középkori várrom, mely egy sánccal kettévágott hegynyereg végén lévő, kúp alakú 300 méteres tengerszint feletti nagyságú sziklacsúcson található. A közeli Szaplonca várával ellentétben a romok itt csak közvetlen közelről tűnnek fel. Központi része a legmagasabban fekvő helyen épített öregtorony, melynek déli része az egykori várudvarra dőlt. Bejárata az első emeleten volt, de ablakai csak az egyik oldalon voltak. Mintegy két méter vastagságú falaival ez a vár legerősebb és a legjobb minőségben megépített része. A várba keletről lehetett bejutni, a bejáratot a ma már nem álló kaputorony védte. A kaputól balra volt a várpalota, melynek romjai ma sűrű bozóttal vannak benőve. Az alatta elhelyezett pincéknek a boltozata részben ma is látható. A várudvar közepén ciszterna volt. A külsővár falai az öregtoronytól futottak körbe. A várat kívül északról sánc védte, nyugaton szakadék, keleten pedig egy mély patakmeder fogta közre. 